# Adelino da Palma Carlos
Adelino da Palma Carlos (Faro, 3 maggio 1905 – Lisbona, 27 ottobre 1992) è stato un politico portoghese, Primo ministro dal 16 maggio al 18 luglio 1974.
Massone, è stato membro del Grande Oriente Lusitano .